# لویس (آیووا)
لویس (به انگلیسی: Lewis) شهری در ایالت آیووا کشور ایالات متحده آمریکا است که جمعیت آن در سرشماری سال ۲۰۱۰ میلادی، ۴۳۳ نفر بوده‌است.